# Операција Моргенлуфт
Операција Моргенлуфт („Јутарњи ваздух“) је била немачко-бугарско-љотићевска операција против четника. Догодила се од 12. па до 19. јула, завршила се немачко-бугарским неуспехом и победом четника. Четницима је командовао лично Дража Михаиловић, а Немцима генерал Паул Бадер.
У Операцији Моргенлуфт ангажована је 297. пешадијска дивизија, 1. батаљон СДК-а, два бугарска батаљона и 1. пук Руског заштитног корпуса. Операција се догодила на терену Равне Горе, Маљена и Медведника као и на терену Аранђеловац – Рудник – Топола. Ово је био још један успех Југословенске војске у отаџбини.